# Genneville
Genneville é uma comuna francesa na região administrativa da Normandia, no departamento Calvados. Estende-se por uma área de 9,44 km². Em 2010 a comuna tinha 850 habitantes (densidade: 90 hab./km²).